# Czwórnik (elektryka)
Czwórnik, dwuwrotnik – obwód elektryczny lub element obwodu, który posiada cztery zaciski, uporządkowane w dwie pary (nazywane także wrotami). Jedna z par stanowi wejście czwórnika, a druga wyjście.
W stosunku do wejścia i wyjścia czwórnika musi być spełniony warunek równoważenia prądów: {\displaystyle I_{1}=I_{1}'\wedge I_{2}=I_{2}'.}
Zastosowanie czwórnika w analizie obwodu umożliwia zastąpienie całości lub części obwodu elementem opisanym poprzez dwa równania liniowe. Pozwala to na znaczne uproszczenie analizy obwodu. Każdy czterozaciskowy obwód liniowy może zostać zastąpiony czwórnikiem, pod warunkiem, że nie zawiera niesterowanych źródeł napięciowych lub prądowych oraz spełnia powyższy warunek równoważenia prądów.

## Metody opisu czwórników
Czwórniki mogą być opisane różnymi równaniami matematycznymi, w zależności od wyboru zmiennych. Są one zazwyczaj przedstawiane w postaci macierzowej. Opisują relacje pomiędzy napięciami i prądami wejściowymi oraz wyjściowymi czwórnika.
Napięcia i prądy na zaciskach czwórnika mogą być wielkościami skalarnymi (przy prądzie stałym), zespolonymi (w stanie ustalonym przy wymuszeniu sinusoidalnym) lub wielkościami operatorowymi. Opis operatorowy jest najbardziej ogólny i pozwala badać czwórniki w stanie nieustalonym. Trzeba pamiętać, że jeśli analizujemy obwód w dziedzinie zespolonej, to macierz współczynników będzie zawierać liczby zespolone.
Każdy z przedstawionych tu typów macierzy jednoznacznie opisuje czwórnik. Wybór któregoś z nich uwarunkowany jest strukturą obwodu, sposobem połączenia czwórników, łatwością wyznaczenia parametrów itp. Przejście z jednego opisu do drugiego polega na przegrupowaniu zmiennych i wyznaczeniu odpowiednich relacji między nimi.

### Postać impedancyjna
{\displaystyle {\begin{bmatrix}U_{1}\\U_{2}\end{bmatrix}}={\begin{bmatrix}z_{11}&z_{12}\\z_{21}&z_{22}\end{bmatrix}}{\begin{bmatrix}I_{1}\\I_{2}\end{bmatrix}}}
{\displaystyle \left\{{U_{1}=z_{11}I_{1}+z_{12}I_{2} \atop U_{2}=z_{21}I_{1}+z_{22}I_{2}}\right.}
gdzie:
{\displaystyle z_{11}\,{\stackrel {\text{def}}{=}}\,\left.{\tfrac {U_{1}}{I_{1}}}\right|_{I_{2}=0}\qquad z_{12}\,{\stackrel {\text{def}}{=}}\,\left.{\tfrac {U_{1}}{I_{2}}}\right|_{I_{1}=0}}
{\displaystyle z_{21}\,{\stackrel {\text{def}}{=}}\,\left.{\tfrac {U_{2}}{I_{1}}}\right|_{I_{2}=0}\qquad z_{22}\,{\stackrel {\text{def}}{=}}\,\left.{\tfrac {U_{2}}{I_{2}}}\right|_{I_{1}=0}}
W tej postaci napięcia wejściowe i wyjściowe są wyrażone w zależności od prądów końcówkowych. Macierz Z współczynników jest nazywana macierzą impedancyjną. Elementy tej macierzy, nazywane także parametrami rozwarciowymi, mają wymiar omów.

### Postać admitancyjna
{\displaystyle {\begin{bmatrix}I_{1}\\I_{2}\end{bmatrix}}={\begin{bmatrix}y_{11}&y_{12}\\y_{21}&y_{22}\end{bmatrix}}{\begin{bmatrix}U_{1}\\U_{2}\end{bmatrix}}}
{\displaystyle \left\{{I_{1}=y_{11}U_{1}+y_{12}U_{2} \atop I_{2}=y_{21}U_{1}+y_{22}U_{2}}\right.}
gdzie:
{\displaystyle y_{11}\,{\stackrel {\text{def}}{=}}\,\left.{\tfrac {I_{1}}{U_{1}}}\right|_{U_{2}=0}\qquad y_{12}\,{\stackrel {\text{def}}{=}}\,\left.{\tfrac {I_{1}}{U_{2}}}\right|_{U_{1}=0}}
{\displaystyle y_{21}\,{\stackrel {\text{def}}{=}}\,\left.{\tfrac {I_{2}}{U_{1}}}\right|_{U_{2}=0}\qquad y_{22}\,{\stackrel {\text{def}}{=}}\,\left.{\tfrac {I_{2}}{U_{2}}}\right|_{U_{1}=0}}
W tej postaci prądy wejściowe i wyjściowe są wyrażone w zależności od napięć zewnętrznych. Macierz Y współczynników jest nazywana macierzą admitancyjną. Elementy tej macierzy, nazywane także parametrami zwarciowymi, mają wymiar simensów. Macierze Z i Y są powiązane relacją: {\displaystyle Y=Z^{-1}}

### Postać hybrydowa (mieszana)
{\displaystyle {\begin{bmatrix}U_{1}\\I_{2}\end{bmatrix}}={\begin{bmatrix}h_{11}&h_{12}\\h_{21}&h_{22}\end{bmatrix}}{\begin{bmatrix}I_{1}\\U_{2}\end{bmatrix}}}
{\displaystyle \left\{{U_{1}=h_{11}I_{1}+h_{12}U_{2} \atop I_{2}=h_{21}I_{1}+h_{22}U_{2}}\right.}
gdzie:
{\displaystyle h_{11}\,{\stackrel {\text{def}}{=}}\,\left.{\tfrac {U_{1}}{I_{1}}}\right|_{U_{2}=0}\qquad h_{12}\,{\stackrel {\text{def}}{=}}\,\left.{\tfrac {U_{1}}{U_{2}}}\right|_{I_{1}=0}}
{\displaystyle h_{21}\,{\stackrel {\text{def}}{=}}\,\left.{\tfrac {I_{2}}{I_{1}}}\right|_{U_{2}=0}\qquad h_{22}\,{\stackrel {\text{def}}{=}}\,\left.{\tfrac {I_{2}}{U_{2}}}\right|_{I_{1}=0}}
W tej postaci jedna para wielkości U1, I2 jest wyrażona jako funkcja drugiej pary I1, U2. Macierz H nazywana jest macierzą hybrydową. Element h11 nazywany jest impedancją wejściową, h12 – transmitancją odwrotną napięciową, h21 – transmitancją prądową, a h22 – admitancją wyjściową czwórnika.

### Postać hybrydowa odwrotna
{\displaystyle {\begin{bmatrix}I_{1}\\U_{2}\end{bmatrix}}={\begin{bmatrix}g_{11}&g_{12}\\g_{21}&g_{22}\end{bmatrix}}{\begin{bmatrix}U_{1}\\I_{2}\end{bmatrix}}}
{\displaystyle \left\{{I_{1}=g_{11}U_{1}+g_{12}I_{2} \atop U_{2}=g_{21}U_{1}+g_{22}I_{2}}\right.}
gdzie:
{\displaystyle g_{11}\,{\stackrel {\text{def}}{=}}\,\left.{\tfrac {I_{1}}{U_{1}}}\right|_{I_{2}=0}\qquad g_{12}\,{\stackrel {\text{def}}{=}}\,\left.{\tfrac {I_{1}}{I_{2}}}\right|_{U_{1}=0}}
{\displaystyle g_{21}\,{\stackrel {\text{def}}{=}}\,\left.{\tfrac {U_{2}}{U_{1}}}\right|_{I_{2}=0}\qquad g_{22}\,{\stackrel {\text{def}}{=}}\,\left.{\tfrac {U_{2}}{I_{2}}}\right|_{U_{1}=0}}
W tej postaci jedna para wielkości I1, U2 jest wyrażona jako funkcja drugiej pary U1, I2. Macierz G nazywana jest macierzą odwrotną hybrydową. Macierze H i G są powiązane relacją: {\displaystyle G=H^{-1}}

### Postać łańcuchowa
{\displaystyle {\begin{bmatrix}U_{1}\\I_{1}\end{bmatrix}}={\begin{bmatrix}A&B\\C&D\end{bmatrix}}{\begin{bmatrix}U_{2}\\-I_{2}\end{bmatrix}}}
{\displaystyle \left\{{U_{1}=AU_{2}+B(-I_{2}) \atop I_{1}=CU_{2}+D(-I_{2})}\right.}
gdzie:
{\displaystyle {\begin{aligned}A&\,{\stackrel {\text{def}}{=}}\,\left.{\tfrac {U_{1}}{U_{2}}}\right|_{I_{2}=0}&\qquad B&\,{\stackrel {\text{def}}{=}}\,\left.{\tfrac {U_{1}}{-I_{2}}}\right|_{U_{2}=0}\\C&\,{\stackrel {\text{def}}{=}}\,\left.{\tfrac {I_{1}}{U_{2}}}\right|_{I_{2}=0}&\qquad D&\,{\stackrel {\text{def}}{=}}\,\left.{\tfrac {I_{1}}{-I_{2}}}\right|_{U_{2}=0}\end{aligned}}}
W tej postaci para wielkości dotyczących zacisków wejściowych wyrażona jest jako funkcja pary związanej z zaciskami wyjściowymi. Macierz A nazywana jest macierzą łańcuchową. Elementy tej macierzy nazywane są parametrami transmisyjnymi.

### Postać łańcuchowa odwrotna
{\displaystyle {\begin{bmatrix}U_{2}\\I_{2}\end{bmatrix}}={\frac {1}{detA}}{\begin{bmatrix}D&B\\C&A\end{bmatrix}}{\begin{bmatrix}U_{1}\\-I_{1}\end{bmatrix}}}
{\displaystyle \left\{{detA\cdot U_{2}=DU_{1}+B(-I_{1}) \atop detA\cdot I_{2}=CU_{1}+A(-I_{1})}\right.}
gdzie:
{\displaystyle {\begin{aligned}D&\,{\stackrel {\text{def}}{=}}\,\left.detA\cdot {\tfrac {U_{2}}{U_{1}}}\right|_{I_{1}=0}&\qquad B&\,{\stackrel {\text{def}}{=}}\,\left.detA\cdot {\tfrac {U_{2}}{-I_{1}}}\right|_{U_{1}=0}\\C&\,{\stackrel {\text{def}}{=}}\,\left.detA\cdot {\tfrac {I_{2}}{U_{1}}}\right|_{I_{1}=0}&\qquad A&\,{\stackrel {\text{def}}{=}}\,\left.detA\cdot {\tfrac {I_{2}}{-I_{1}}}\right|_{U_{1}=0}\end{aligned}}}
W tej postaci para wielkości dotyczących zacisków wyjściowych wyrażona jest jako funkcja pary związanej z zaciskami wejściowymi. Macierz B nazywana jest macierzą łańcuchową odwróconą. Ta postać jest rzadko stosowana.

## Łączenie czwórników
Wyróżniamy następujące typy połączeń czwórników:
- łańcuchowe
- równoległe
- szeregowe
- równoległo-szeregowe

## Podział czwórników
Czwórniki można dzielić na:
- liniowe/nieliniowe (liniowy – jeżeli wszystkie elementy wchodzące w skład struktury czwórnika są liniowe),
- odwracalne/nieodwracalne (odwracalny, jeśli spełnia on zasadę wzajemności: „Jeżeli do zacisków wejściowych czwórnika odwracalnego doprowadzimy idealne źródło napięcia E, które w zwartym obwodzie wyjścia wywoła prąd I, to po przemieszczeniu tego źródła do wyjścia, w zwartym obwodzie wejścia też popłynie prąd I”),
- symetryczne/niesymetryczne (symetryczny, jeśli przy zamianie miejscami wejścia i wyjścia nie zmieni się rozpływ prądów i rozkład napięć w obwodzie poza czwórnikiem),
- pasywne/aktywne (aktywny – charakteryzuje się tym, że w jego schemacie zastępczym występuje źródło sterowane lub niesterowane).

## Przykłady czwórników
- filtr
- linia długa
- transformator
- tranzystor w odpowiedniej konfiguracji
- układ całkujący
- układ różniczkujący
- wzmacniacz